# فلاح أباد (تشناران)
فلاح‌ أباد (بالفارسية: فلاح‌آباد) هي قرية تقع في قسم بيزكي الريفي (مقاطعة تشناران) في إيران. يقدر عدد سكانها بـ 31 نسمة .